# 이동수 (배드민턴인)
이동수(李東秀, 1974년 6월 7일 ~ )는 대한민국의 전 남자 배드민턴 선수이자 현 코치이다. 1974년 1남 1녀 중 장남으로 태어났다. 신장은 182 cm. 1994년 12월 국가대표로 발탁되었으며 1997년 3월에는 삼성전기 배드민턴팀에 입단하였다.
1996년 말부터 동갑내기 동료 선수인 유용성과 함께 복식팀으로 활동하기 시작하였으며, 그 후 4개월 만에 1997년 스위스 오픈과 태국 오픈, 이듬해 1998년 전영 오픈까지 석권하면서 1년 후배인 김동문–하태권 조와 더불어 세계 최정상 복식조로 평가 받았다. 1999년 12월 삼성컵 결승에서 처음으로 김동문·하태권 조를 완파하고 한 달 뒤에는 2000년 코리아 오픈 정상에 오르며 절정의 기량을 과시했다.
2000년 시드니 올림픽 및 2004년 아테네 올림픽 배드민턴 복식에도 유용성과 한 팀으로 출전하여 은메달을 획득했다.
현재 김천시청 소속이며, 2007년 5월부터 국가대표팀 코치직을 맡고 있다.

## 학력
- 서울당곡초등학교 졸업
- 아현중학교 졸업
- 서울체육고등학교 졸업
- 한국체육대학교 체육학 학사
- 한국체육대학교 대학원 체육학 석사
- 중앙대학교 대학원 체육학 박사